# Salamon Antal (traumatológus)
Salamon Antal (Nyíregyháza, 1928. augusztus 21. – 2023. március 1.) traumatológus, az orvostudomány doktora, a szombathelyi Markusovszky Kórház traumatológiai osztályának nyugalmazott osztályvezető főorvosa.

## Tanulmányai
1947 és 1953 között a Pécsi Orvostudományi Egyetem (POTE) Általános Orvosi Karán tanult. 1957-ben általános sebészet szakvizsgát, 1960-ban ortopédia szakvizsgát, 1967-ben baleseti sebészet szakvizsgát, 1992-ben kézsebészet szakvizsgát tett.

## Pályafutása
1948-54 között a POTE Anatómiai Intézetében demonstrátor, majd gyakornok volt. 1954-től 1975 a POTE II. sz. Sebészeti Klinikáján dolgozott; itt 1970-től docens, majd igazgató-helyettes lett. 1975-től 1995-ig a szombathelyi Markusovszky Kórház traumatológiaia osztályának osztályvezető főorvosa volt. 1995-től tudományos tanácsadó. Emellett 1994-től POTE Traumatológiai Klinika oktatója.
Salamon Antal 1967-ben az orvostudomány kandidátusa, 1979-ben az orvostudomány doktora címet szerzett. 1980-tól címzetes egyetemi tanár.
Tagja az MTA Orvosi Tudományok Osztálya Klinikai Műtéti Tudományos Bizottságának és Veszprémi Területi Bizottságának.

## Kutatói munkája
Kutatási területei: 
- A Dupuytern contractura etiopatológiája és klinikuma
- A kéz ujjhajlító ínhüvely szerkezete és funkciója
- A sebgyógyulás biológiája

## Főbb művei
- A sebgyógyulás biológiája; Savaria University Press, Szombathely, 1995 (Dissertationes Savarienses)
- Nyílt törések; Savaria University Press, Szombathely, 1997 (Habilitationes Savarienses)
- Dupuytren-contractura; Medicina, Budapest, 2004
- Szövetpótlás biológiai és biomateriális tudományok alkalmazásával (tissue engineering); Savaria University Press, Szombathely, 2006 (Dissertationes Savarienses)
- Életem; Magyar Nyugat, Vasszilvágy, 2012

## Kitüntetései
- Kiváló Orvos (1984)
- Markusovszky Emlékérem (1993)
- Pro Sanitate (1994)
- Magyar Traumatológusok Társasága Emlékérme (1995)
- Magyar Kézsebész Társaság Emlékérme (1998)
- Vas Megyéért Kitüntetés (2000)
- Pro Sanitate Savariae életműdíj (2003)
- A Magyar Traumatológiáért Lumniczer Sándor-emlékérem (2004)